# رون براون (منافس ألعاب قوى)
رون براون (بالإنجليزية: Ron Brown) (و. 1961  م) هو منافس ألعاب قوى، ولاعب كرة قدم أمريكية أمريكي، ولد في لوس أنجلوس، شارك في الألعاب الأولمبية الصيفية 1984، مركز لعبه هو مستقبل واسع ‏.

## التعليم
تعلم في Baldwin Park High School ‏
.

## روابط خارجية
- رون براون على موقع الاتحاد الدولي لألعاب القوى (الإنجليزية)
- رون براون على موقع مرجع كرة القدم المحترفة.كوم (الإنجليزية)
- رون براون على موقع مرجع كرة القدم المحترفة.كوم (الإنجليزية)
- رون براون على موقع أوليمبيديا (الإنجليزية)